# Quartet per a piano núm. 2 (Brahms)
El Quartet per a piano i corda núm 2, en la major, Op. 26 de Johannes Brahms fou acabat de compondre en la mateixa època que el seu Quartet per a piano núm. 1, l'octubre de 1861, quan vivia a la seva ciutat natal, Hamburg. Segons Geiringer, el quartet va ser estrenat amb el Quartet Hellmesberger i el mateix Brahms al piano, el 29 de novembre de 1862 a Viena.
S'observa clarament la influència de l'obra de Franz Schubert. En el quartet destaca l'experimentació amb la forma sonata del primer moviment, en introduir variacions, i la seva proximitat a les formes de l'estil de la primera escola vienesa.

## Anàlisi musical
Dura aproximadament uns 50 minuts, aquest quartet és el més llarg de la música de cambra de Brahms per interpretar. L'obra està escrita per a piano, violí, viola i violoncel, i està dividida en quatre moviments:
1. Allegro non troppo
2. Poco adagio
3. Scherzo: poco allegro
4. Allegro, alla breve

El primer moviment, en la tonalitat de la major, està en la forma sonata; el compàs és de 3/4. El segon moviment, en mi major, és un rondó en compàs 4/4. El tercer moviment té la tonalitat de l'Scherzo en la major i la del Trio, en re menor. Ambdues seccions estan en la forma sonata i en compàs ternari (3/4). El darrer moviment, en la major, té la forma de rondó-sonata.